# Gruppo di NGC 1097
Il Gruppo di NGC 1097 è un gruppo di galassie situato prospetticamente nella costellazione della Fornace alla distanza di 51 milioni di anni luce dalla Terra.
Il gruppo è costituito da sole cinque galassie, prende il nome dalla galassia a spirale barrata NGC 1097 ed è uno dei gruppi che compongono il Muro della Fornace (o Southern Supercluster).

## Principali galassie del gruppo
| Nome     | Tipo     | R.A.        | DEC        | Distanza M di a.l. | Redshift (z) | Nomi alternativi                               | Immagine |
| -------- | -------- | ----------- | ---------- | ------------------ | ------------ | ---------------------------------------------- | -------- |
| NGC 1079 | SAB(rs)0 | 02h43m44.3s | -29°00'12" | 57                 | 0,004843     | ESO 416-13, MGC-05-07-017, PGC 10330           |          |
| NGC 1097 | SB(s)b   | 02h46m19.0s | -30°16'30" | 49                 | 0,00424      | UGCA 041, ESO 416-20, MCG-05-07-024, PGC 10488 |          |
| IC 1826  | SAB(rs)0 | 02h39m03.5s | -27°26'35" | 55                 | 0,004732     | IC 1830, UGCA 037, ESO 416-006, PGC 10041      |          |